# Zubin Mehta
Zubin Mehta (Bombai, Presidència de Bombai, Índia Britànica, 29 d'abril de 1936) és un director d'orquestra indi.

## Biografia
Zubin Mehta va nàixer al si d'una família parsi de Bombai (actualment Mumbai), índia, essent fill de Mehli i Tehmina Mehta. Son pare, Mehli Mehta, era violinista i director fundador de l'Orquestra Simfònica de Bombai. Zubin va ser alumne de la St. Mary's (ISC) High School, a Mazagaon, Bombai. Inicialment va voler estudiar medicina, però als divuit anys va anar a Viena a estudiar música amb l'eminent professor Hans Swarowsky. A la mateixa acadèmia va ser company de Claudio Abbado i de Daniel Barenboim. L'any 1958 va fer el seu debut com a director a Viena. El mateix any va guanyar el Concurs Internacional de Direcció Orquestral de Liverpool i va ser nomenat director assistent de la Royal Liverpool Philharmonic Orchestra.
Aviat va atènyer el rang de director en cap, en ser nomenat director musical de l'Orquestra Simfònica de Mont-real, l'any 1960, un lloc que va mantenir fins a l'any 1967. El 1961 va ser nomenat director assistent de Los Angeles Philharmonic; això no obstant, el director principal de l'orquestra, Georg Solti, no va ser consultat sobre aquesta decisió, i en conseqüència Solti va dimitir en senyal de protesta; poc després, el mateix Mehta va ser nomenat director principal de l'orquestra, lloc que va ocupar entre 1962 i 1978. Posteriorment es va traslladar a la New York Philharmonic des de 1978 a 1991, esdevenint el director que més temps ha romàs en aquest lloc. L'Orquestra Filharmònica d'Israel el va nomenar Assessor musical l'any 1969, Director Principal el 1977, lloc que li va ser atorgat de manera vitalícia l'any 1981. A més, entre 1998 i 2006, va ser director principal de l'Òpera Estatal de Baviera a Múnic. L'Orquestra Filharmònica de Múnic l'ha fet Director Honorari.
Zubin Mehta va rebre elogis des de l'inici de la seua carrera per les seues dinàmiques interpretacions de les grans obres simfòniques d'Anton Bruckner, Richard Strauss i Gustav Mahler. També ha enregistrat música índia, per exemple el Concert núm. 2 per a sitar i orquestra de Ravi Shankar, amb el compositor i l'Orquestra Filharmònica de Londres.
L'any 1990 va dirigir l'Orquestra del Maggio Musicale Fiorentino i l'orquestra del Teatro dell'Opera di Roma en el primer concert que van donar Els Tres Tenors, a Roma. Posteriorment, l'any 1994, va repetir l'experiència al Dodger Stadium de Los Angeles. Al juny de 1994 va interpretar el Rèquiem de Mozart amb membres del Cor i Orquestra Simfònica de Sarajevo a les ruïnes de la Biblioteca Nacional De Sarajevo, en un concert benèfic a benefici de les víctimes de guerra i com a record dels morts de la Guerra dels Balcans. El 29 d'agost de 1999, va dirigir la Simfonia núm. 2 «Resurrecció» de Mahler, a la rodalia del camp de concentració nazi de Buchenwald, a la ciutat alemanya de Weimar, amb l'Orquestra de l'Estat de Baviera i l'Orquestra Filharmònica d'Israel plegades. L'any 1984 va fer una gira per l'Índia, incloent-hi la seua ciutat natal de Mumbai, amb l'Orquestra Filharmònica de Nova York, i de nou entre novembre i desembre de 1994 amb l'Orquestra Filharmònica d'Israel, en companyia dels solistes Itzhak Perlman i Gil Shaham. Entre 1997 i 1998, va treballar amb el director de cinema xinès Zhang Yimou en la producció de l'òpera Turandot de Giacomo Puccini que va tenir lloc a Florència i Pequín, on va ser representada a la Ciutat Prohibida, amb més de 300 extres i 300 soldats. La realització d'aquesta producció va ser recollida en un documental titulat The Turandot Project, amb Mehta com a narrador.
El 26 de desembre de 2005, primer aniversari del Tsunami de l'oceà Índic, Zubin Mehta amb l'Orquestra Estatal de Baviera van actuar a Chennai (antigament Madràs) a la mundialment famosa "Acadèmia de Música de Madràs". Aquest concert especial va ser organitzat pel consolat alemany de Madràs i l'Institut Max-Mueller Bhavan/Goethe. L'orquestra va actuar en una sala plena de gom a gom, amb moltes personalitats entre el públic, com ara Amartya Sen (Premi Nobel d'Economia) i el governador de Tamil Nadu, Surjit Singh Barnala.
Mehta ha dirigit el Concert d'Any Nou de la Filharmònica de Viena els anys 1990, 1995, 1998 i 2007.
Entre 2005 i 2014 ha estat el director principal (junt amb Lorin Maazel) del Palau de les Arts Reina Sofia de València. Va dimitir del càrrec per l'infrafinançament, que, en la seua opinió, rebia l'Òpera de València per part dels governs valencià i espanyol. En el seu comiat, va arremetre contra el tractament fiscal que el País Valencià rebia des de Madrid, suggerint la necessitat d'un procés sobiranista a València.

### Vida personal
Entre 1958 i1964 va estar casat amb la soprano canadenca Carmen Lasky. Van tenir un fill, Mervon (1959), i una filla, Zarina (1961). El seu divorci va ser amistós.
Es va casar de nou el 20 de juny de 1969 amb l'actriu nord-americana Nancy Kovack.
Dos anys després de divorciar-se de Zubin, Carmen es va casar amb el germà d'aquest, Zarin Mehta. Carmen i Zarin van tenir una filla, Rohanna (1967), i un fill, Rustom (1968). Zarin Mehta va ser nomenat director executiu de l'Orquestra Filharmònica de Nova York l'any 2000.
La vida de Zubin Mehta ha estat objecte del documental Portrait of Zubin Mehta, de Terry Sanders, i del llibre Zubin: The Zubin Mehta Story, de by Martin Bookspan and Ross Yockey. La seua autobiografia, escrita amb Renate von Matuschka, porta el títol "Die Partitur meines Lebens".

## Premis i distincions
L'any 2001, el Govern de l'Índia li va atorgar el Padma Vibhushan, la segona distinció civil en importància del país. Anteriorment (el 1966) ja havia rebut el Padma Bushan, que és la tercera.
Al desembre de 2006, va rebre un dels Kennedy Center Honors atorgats pel Kennedy Center.
El 3 de febrer de 2007 va rebre el segon Annual Bridgebuilder Award de la Loyola Marymount University.
El 24 de maig de 2008 va ser investit Doctor Honoris causa per la Universitat Politècnica de València. Va concloure l'acte en un perfecte valencià: "València és, hui més que mai, un lloc on floreixen la pau i la fraternitat. Moltes gràcies a tots".